# Nesomyrmex gibber
Nesomyrmex gibber is een mierensoort uit de onderfamilie van de Myrmicinae.
De wetenschappelijke naam van de soort is voor het eerst geldig gepubliceerd in 1946 door Donisthorpe.